# Cancuén

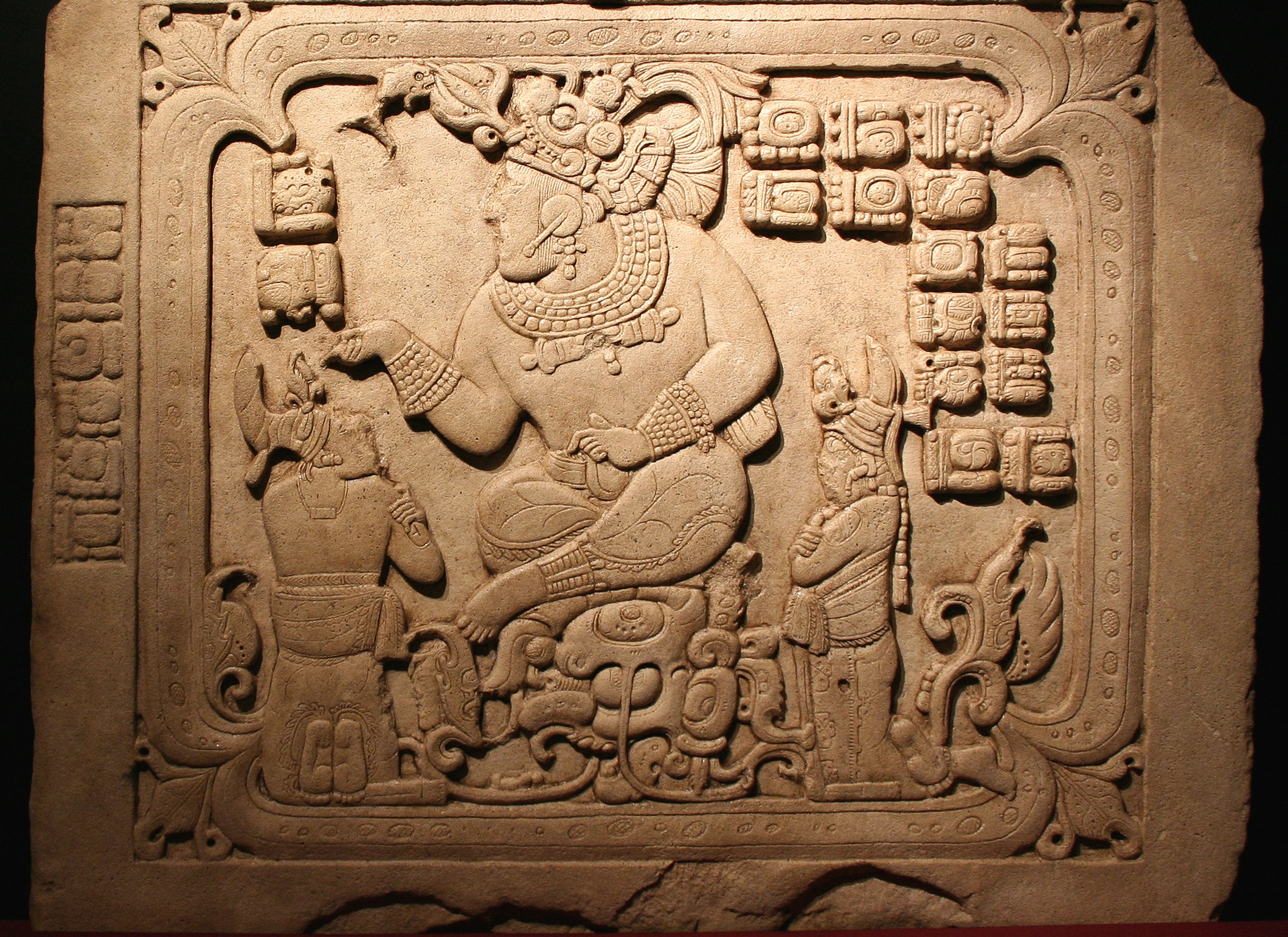
Panel z Wielkiego Pałacu przedstawiający władcę Cancuén Tajal Chan Ahk.

Cancuén – miasto prekolumbijskie położone w Gwatemali w departamencie Petén, nad rzeką Pasión. Jeden z ośrodków cywilizacji Majów.
Ruiny Cancuén zostały po raz pierwszy odkryte w 1907 roku, ale prace archeologiczne rozpoczęły się dopiero w roku 2000. Miasto znane jest z jednego z największych pałaców zbudowanych przez cywilizację Majów.

## Historia
Cancuén zostało prawdopodobnie założone około 650 roku przez władców Calakmul w celu rozszerzenia ich strefy wpływów w tym regionie. Zachowane inskrypcje wskazują na to, że król Calakmul – Yuknoom Ch’een nadzorował objęcie tronu przez kolejnych władców Cancuén.
Miasto osiągnęło szczyt rozwoju w VII wieku stając się ważnym ośrodkiem cywilizacji Majów okresu klasycznego. Ze względu na strategiczne położenie nad rzeką Pasión, było centrum handlu luksusowymi materiałami takimi jak jadeit, piryt czy obsydian. Cancuén było sprzymierzeńcem Calakmul w wojnie stuletniej z Tikál. Około roku 800, prawdopodobnie po masakrze mieszkańców miasta, zostało opuszczone.

## Najważniejsze budowle
- Wielki Pałac – centralna budowla z około 150 pomieszczeniami umieszczonymi wokół 11 dziedzińców[2].
- Dwa boiska do peloty.